# .pn
‎.pn‏ دامنه اینترنتی اختصاص داده شده به جزایر پیت‌کرن (به انگلیسی: Pitcairn Islands) است.